# Автошлях О 040410
Автошля́х О 040410 (до 2019 року — Т 0410) — автомобільний шлях обласного значення у Дніпропетровській області. Пролягає територією Дніпровського та Самарівського районів через Дніпро — Слобожанське — Підгородне — Магдалинівку — Котовку. Загальна довжина — 72,6 км.
У межах міста Дніпро пролягає Січеславською набережною, Центральним мостом та Слобожанським проспектом.
Раніше був автошляхом державного значення та мав нумерацію Т 0410, але постановою Кабінету Міністрів України від 30 січня 2019 року був виведений з переліку автошляхів державного значення та переданий на утримання обласній адміністрації. Після цього Дніпропетровською ОДА дорозі було надано нумерацію О 040410. Постановою Кабінету Міністрів України від 15 грудня 2023 року нумерацію Т 0410 було надано автошляху Кам'янське — Миколаївка — Солоне — Н08, яка до цього мала нумерацію Р80.

## Маршрут
Автошлях проходить через населені пункти:
| Автошлях О 040410        |              |
| Дніпропетровська область |              |
| Дніпровський район       |              |
| Дніпро                   | E50          |
| Слобожанське             | Т 0405       |
| Підгородне               | E50М30       |
| Перемога                 |              |
| Спаське                  |              |
| Самарівський район       |              |
| Очеретувате              |              |
| Малоандріївка            |              |
| Поливанівка              |              |
| Магдалинівка             | Т 0413Т 0414 |
| Новопетрівка             |              |
| Виноградівка             |              |
| Котовка                  | Т 0412       |